# Episodi de L'uomo di casa (sesta stagione)
La sesta stagione della serie televisiva L'uomo di casa è stata trasmessa dal canale televisivo statunitense ABC dal 23 settembre 2016 al 31 marzo 2017.
In Italia la stagione è andata in onda dal 3 luglio al 1º agosto 2017 su Fox Comedy.
| nº | Titolo originale                  | Titolo italiano                    | Prima TV USA      | Prima TV Italia |
| -- | --------------------------------- | ---------------------------------- | ----------------- | --------------- |
| 1  | Papa Bear                         | Papà orso                          | 23 settembre 2016 | 3 luglio 2017   |
| 2  | Gameday Forecast: Showers         | La partita prima di tutto          | 30 settembre 2016 | 4 luglio 2017   |
| 3  | Where There's Smoke, There's Ire  | La sigaretta elettronica           | 7 ottobre 2016    | 5 luglio 2017   |
| 4  | Boyd Will Be Boyd                 | Tradizioni di famiglia             | 14 ottobre 2016   | 6 luglio 2017   |
| 5  | Trick or Treat                    | La disputa di Halloween            | 21 ottobre 2016   | 7 luglio 2017   |
| 6  | A New Place for One of Our People | Camminare con le proprie gambe     | 4 novembre 2016   | 10 luglio 2017  |
| 7  | Bridezilla vs. The Baxters        | La sposa impazzita contro i Baxter | 11 novembre 2016  | 11 luglio 2017  |
| 8  | My Father the Car                 | Mio padre e la macchina            | 18 novembre 2016  | 12 luglio 2017  |
| 9  | Precious Snowflake                | Preziosi fiocchi di neve           | 2 dicembre 2016   | 13 luglio 2017  |
| 10 | Help Wanted                       | In cerca d'aiuto                   | 9 dicembre 2016   | 14 luglio 2017  |
| 11 | My Name is Rob                    | Mi chiamo Rob                      | 16 dicembre 2016  | 17 luglio 2017  |
| 12 | Three Sisters                     | Le tre sorelle                     | 6 gennaio 2017    | 18 luglio 2017  |
| 13 | Explorers                         | Esploratori                        | 13 gennaio 2017   | 19 luglio 2017  |
| 14 | A House Divided                   | Una casa divisa                    | 20 gennaio 2017   | 20 luglio 2017  |
| 15 | The Fixer                         | L'aggiustatutto                    | 27 gennaio 2017   | 21 luglio 2017  |
| 16 | The Force                         | La scelta di Eve                   | 3 febbraio 2017   | 24 luglio 2017  |
| 17 | The Friending Library             | La libreria dell'amicizia          | 17 febbraio 2017  | 25 luglio 2017  |
| 18 | Take Me to Church                 | Portami in chiesa                  | 24 febbraio 2017  | 26 luglio 2017  |
| 19 | House of Tutor                    | Lezioni private                    | 10 marzo 2017     | 27 luglio 2017  |
| 20 | Heavy Meddle                      | Intromissione pesante              | 17 marzo 2017     | 28 luglio 2017  |
| 21 | Bad Heir Day                      | Eredità scomoda                    | 24 marzo 2017     | 31 luglio 2017  |
| 22 | Shadowboxing                      | La rabbia nascosta                 | 31 marzo 2017     | 1º agosto 2017  |